# Le Chevalier blanc (film)
Pour les articles homonymes, voir Chevalier blanc.
Pour plus de détails, voir Fiche technique et Distribution.
Le Chevalier blanc (Sigfrido) est un film d'aventures mythologiques italien réalisé par Giacomo Gentilomo et sorti en 1958.
Le film est inspiré de l'opéra Siegfried de Richard Wagner et raconte l'histoire épique de Siegfried, le héros des Nibelungen qui entreprit divers exploits pour conquérir Kriemhild et fut tué par Hagen, jaloux de sa relation.

## Synopsis
Siglinde (de), mourante, se rend chez le nain Mime, le suppliant d'élever son bébé, appelé Sigfried, et lui confiant l'épée Gram du père de Sigfried.
Des années plus tard, Siegfried, devenu adulte, part à la recherche du trésor des Nibelungen (de), et tue un dragon grâce à son épée invincible. Baignant dans son sang, la quasi invulnérabilité qui en résulte fait de lui le combattant le plus courageux de son temps. Il découvre un anneau magique et obtient le filet d'Alberich, qui peut le rendre invisible. Il se rend ensuite à la cour de Gondicaire, roi des Burgondes, où il remporte le tournoi pour la main de la belle princesse Kriemhild, mais trouve un adversaire implacable en la personne de Hagen von Tronje, qu'il a battu en duel.
Grâce à son filet d'invisibilité, Siegfried aide Gondicaire à soumettre la belle Brunehilde, reine d'Islande, et à en faire son épouse. Cependant, après avoir appris ses ruses, Brunehilde rejette Gondicaire et jure de se venger de Siegfried. Hagen, entre-temps du côté de Brunehilde, découvre le secret de Siegfried auprès de Kriemhild : il a un point vulnérable sur l'épaule. Il parvient à tuer Siegfried lors d'une partie de chasse, mais il périt également dans l'effondrement de la grotte, alors qu'il tentait de s'emparer du trésor. En apprenant son rôle involontaire dans la mort de Siegfried, Brunehilde se suicide.

## Fiche technique
- Titre français : Le Chevalier blanc[1]
- Titre original : Sigfrido[2]
- Réalisation : Giacomo Gentilomo
- Scénario : Giorgio Costantini, Antonio Ferrigno, Giacomo Gentilomo
- Photographie : Carlo Nebiolo
- Montage : Rodolfo Novelli
- Musique : Franco Langella
- Décors : Beni Montresor
- Effets spéciaux : Carlo Rambaldi
- Production : Antonio Ferrigno
- Société de production : Aeffe Cinematografica
- Format : couleurs par Eastmancolor - 2,35:1 - son mono - 35 mm
- Pays de production :  Italie
- Langue originale : italien
- Durée : 96 minutes
- Genre : film d'aventures mythologiques, cinéma de fantasy
- Date de sortie :
  - Italie : 1958 (visa délivré le 6 août 1958[2])
  - France : 27 mai 1960[1]

## Distribution
- Sebastian Fischer (de) : Siegfried
- Ilaria Occhini : Kriemhild
- Katharina Mayberg (de) : Brunehilde
- Rolf Tasna (it) : Hagen
- Giorgio Costantini (it) : Gondicaire
- Franca Mazzoni (it) : Ute (de)
- Giulio Donnini : Alberich
- Alberto Cinquini : Mime
- Enrico Olivieri : Giselher
- Germano Longo (it) : Gerenot
- Tina Gloriani (it) : Siglinde (de)
- Philippe Hersent : Danwarth
- Livio Lorenzon : dignitaire

## Accueil critique
« Alla leggenda dei Nibelunghi il regista Gentilomo non s'è accostato con gli intendimenti artistici che già mossero il tedesco Lang a portarla sullo schermo negli anni del «muto»; l'ha semplicemente narrata a fini di spettacolo, giovandosi del grande schermo a colori e di suggestivi richiami, nella colonna sonora, della musica wagneriana. Tutto si svolga nei modi e nelle forme con cui la fantasia popolare ama raffigurarsi i casi dell'eroe, in chiave tra di favola e di libretto di opera. [...] La bella avventura è rievocata con larghezza di mezzi e abilità di trucchi, fra castelli e foreste d'un germanismo di maniera. Qualche saggio di buon gusto nella scelta dei costumi e corretta interpretazione degli attori [...] »
— Leo Pestelli, La Stampa, 25 octobre 1958

« Le réalisateur Gentilomo n'a pas abordé la légende des Nibelungen avec les intentions artistiques qui avaient déjà poussé l'Allemand Lang à la porter à l'écran dans les années du muet ; il s'est contenté de la raconter pour les besoins du spectacle, en profitant du grand écran couleur et des références évocatrices à la musique wagnérienne dans la bande sonore. Tout se déroule selon les modalités et les formes que l'imagination populaire aime à donner à la figure du héros, dans une tonalité qui se situe entre le conte de fées et le livret d'opéra. [...] La belle aventure est évoquée avec une ampleur de moyens et une habileté d'astuces, au milieu de châteaux et de forêts d'un germanisme maniéré. Un peu de bon goût dans le choix des costumes et une interprétation correcte des acteurs [...]. »
Selon Segnalazioni Cinematografiche, « Le film est sobre et ne correspond pas à la majesté de la tragédie de Wagner. Les couleurs semblent huileuses »,.
Selon le Lexikon des internationalen Films, le récit libre, qui tient surtout à des effets visuels colorés et banals, oscille constamment entre réalisme et légendaire dans sa conception et s'oriente musicalement vers Wagner. Dans l'ouvrage Lexikon des Fantasy-Films, Ronald M. Hahn, Volker Jansen et Norbert Stresau estiment que le personnage de Hagen est fortement modifiée dans ce film. Ici, il serait un méchant ordinaire, dévoré de jalousie, qui n'aurait d'autre idée que de s'approprier le trésor des Nibelungen.